# Masowische Akademie
Die Masowische Akademie (pol. Akademia Mazowiecka w Płocku) ist eine staatliche Hochschule im polnischen Płock. Sie wurde im Sommer 1999 auf Basis zweier Fremdsprachenkollegs für die Lehrerausbildung gegründet. Bis 2019 trug die Hochschule den Namen „Państwowa Wyższa Szkoła Zawodowa w Płocku“ (Staatliche Fachhochschule in Płock) und bis 2022 „Mazowiecka Uczelnia Publiczna w Płocku“ (Masowische Staatliche Hochschule).
Die Hochschule setzt sich aus drei Fakultäten zusammen: Der Fakultät für Wirtschaftswissenschaften und Informatik, der Fakultät für Geistes- und Gesellschaftswissenschaften sowie der Fakultät für Gesundheitswissenschaften. Ebenfalls an die Hochschule angegliedert ist ein Sprachenzentrum, das Kurse in englischer, deutscher und russischer Sprache anbietet. Zum Fächerkanon zählen die Studiengänge Wirtschaftswissenschaft (Bachelor und Master), Informatik (Bachelor), Finanzwesen (Bachelor), Innere Sicherheit (Bachelor und Master), Philologie (Bachelor und Master), Pädagogik (Master), Neue Medien (Bachelor), Soziale Arbeit (Bachelor), Kosmetologie (Bachelor), Krankenpflege (Bachelor und Master) und Geburtshilfe (Bachelor).